# In Session (Albert King e Stevie Ray Vaughan)
| Recensione       | Giudizio     |
| ---------------- | ------------ |
| AllMusic         | [ 1 ]        |
| Robert Christgau | A-           |
| Sputnikmusic     | 4.3 (Superb) |

In Session è un album registrato dal vivo dai bluesman Stevie Ray Vaughan e Albert King per la trasmissione omonima presso gli studi televisivi della TV canadese di Hamilton CHCH-TV il 6 dicembre 1983 e pubblicato solo nel 1999 dalla Stax Records.
La scaletta è tratta principalmente dal repertorio di Albert King con un solo brano di Stevie Ray Pride and Joy.
La band di supporto era composta da Tony Llorens alle tastiere, Gus Thornton al basso e Michael Llorens alla batteria.
Della registrazione è stato pubblicato un DVD nel settembre del 2010 di durata superiore  e con una differente selezione dei brani

## Tracce
1. Call It Stormy Monday – 9:00 (Aaron "T-Bone" Walker)
2. Old Times (Dialogo) – 1:15
3. Pride and Joy – 6:01 (Stevie Ray Vaughan)
4. Ask Me No Questions – 5:01 (B.B. King)
5. Pep Talk (Dialogo) – 0:52
6. Blues at Sunrise – 15:10 (Albert King)
7. Turn It Over (Dialogo) – 0:51
8. Overall Junction – 8:04 (Albert King)
9. Match Box Blues – 7:55 (Albert King)
10. Who Is Stevie? (Dialogo) – 0:44
11. Don't Lie to Me – 8:57 (Hudson Whittaker)

Durata totale: 63:50

## Musicisti
- Albert King - chitarra elettrica, voce
- Stevie Ray Vaughan - chitarra elettrica
- Stevie Ray Vaughan - voce (solo nel brano: Pride and Joy)
- Tony Llorens - pianoforte, organo
- Gus Thornton - basso
- Michael Llorens - batteria

Note aggiuntive
- Ian Anderson - produttore (registrazioni originali)
- Bill Belmont - produttore (pubblicazione)
- Registrazioni effettuate al CHCH Studios di Hamilton, Ontario, Canada il 6 dicembre 1983
- Remixaggio effettuato al Fantasy Studios di Berkeley, California da Stephen Hart[6]